# 미우리움과
미우리움과(Myuriaceae)는 선태식물강에 속하는 이끼과의 하나이다. 4속 16종으로 이루어져 있다. 미우리옵시스속(Myuriopsis)의 유일종 미우리옵시스 시니카(M. sinica)를 포함하여 분류하기도 한다.

## 하위 속
- 에우미우리움속 (Eumyurium) - 유일종 E. sinicum
- 미우리움속 (Myurium) - 5종
- 오이디클라디움속 (Oedicladium) - 9종
- 팔리사둘라속 (Palisadula) - 유일종 P. pseudorufescens